# Adrianus Paulus Huibertus Antonie de Kleijn
Adrianus Paulus Huibertus Antonie de Kleijn (Ameide, 31 mei 1836 – aldaar, 17 juni 1900) was een Nederlandse burgemeester.

## Leven en werk
De Kleijn werd in 1836 geboren als zoon van de secretaris van Ameide (en latere burgemeester van Jaarsveld) Zacharias de Kleijn en Merrigje Brouwer Verheij. Hij werd op 32-jarige leeftijd in 1868 benoemd tot burgemeester van de gemeenten Ameide en Tienhoven. Daarvoor was hij al werkzaam als secretaris van Ameide, een functie die ook zijn vader jarenlang had vervuld.
De Kleijn was op meerdere vlakken bestuurlijk actief. Hij was onder andere lid van Provinciale Staten van Zuid Holland, hoogheemraad van het waterschap de Alblasserwaard met Arkel beneden de Zouwe, hoofdingeland van het waterschap De Overwaard. Ook was hij voorzitter, secretaris en penningmeester van de waterschappen Batuwe c.a. onder Jaarsveld, voorzittend gecommitteerde van het waterschap De gecombineerde Uiterwaarden onder Jaarsveld en voorzitter van het waterschap De Hooge Boezem achter Haastrecht.
De Kleijn trouwde op 44-jarige leeftijd op 7 april 1881 in Arnhem met Hendriena Antonia Wenting. Hij overleed in 1900 op 64-jarige leeftijd in zijn woonplaats Ameide.